# Mistrzostwa Słowenii w Skokach Narciarskich 2019
Mistrzostwa Słowenii w Skokach Narciarskich 2019 – zawody o mistrzostwo Słowenii w skokach narciarskich, które odbyły się 23 grudnia 2018 roku na dużej skoczni Bloudkova velikanka w Planicy.
W konkursie indywidualnym mężczyzn mistrzem tak jak przed rokiem został Timi Zajc, srebrny medal zdobył również będący rok temu na drugiej pozycji Anže Semenič, a brązowy – Bor Pavlovčič. W zawodach mężczyzn wzięło udział 49 zawodników.
W konkursie indywidualnym kobiet, w którym wzięło udział 7 zawodniczek, a także i skoczkinie z innych państw (m.in. Francuzki, Rosjanki czy Amerykanka Nita Englund), złoty medal wywalczyła Urša Bogataj, srebrny przypadł Emie Klinec (mimo upadku w drugiej serii i kontuzji), a na najniższym stopniu podium stanęła Nika Križnar.
Konkurs drużynowy mężczyzn po raz pierwszy w historii wygrała pierwsza drużyna SSK Ljubno BTC (w składzie: Žak Mogel, Matevž Samec, Timi Zajc, Medard Brezovnik), przed SK Triglav I i SSK Ljubno BTC II.

## Jury
| Sędzia          | Stanowisko |
| --------------- | ---------- |
| Toni Justin     | A          |
| Petra Pavlovčič | B          |
| Jože Berčič     | C          |
| Dušan Pečnik    | D          |
| Božidar Prevc   | E          |

## Wyniki

### Mężczyźni
| Msc. | Zawodnik      | Klub              | I seria | II seria | Punkty |
| ---- | ------------- | ----------------- | ------- | -------- | ------ |
| 1.   | Timi Zajc     | SSK Ljubno BTC    | 142,5 m | 132,0 m  | 280,7  |
| 2.   | Anže Semenič  | NSK Tržič - FMG   | 137,0 m | 129,5 m  | 267,0  |
| 3.   | Bor Pavlovčič | ND Rateče Planica | 128,5 m | 133,5 m  | 250,4  |
| 4.   | Žak Mogel     | SSK Ljubno BTC    | 131,0 m | 132,0 m  | 247,8  |
| 5.   | Anže Lanišek  | SSK Mengeš        | 131,0 m | 126,5 m  | 245,7  |
| 6.   | Jernej Damjan | SSK Sam Ihan      | 128,5 m | 130,0 m  | 243,8  |
| 7.   | Žiga Jelar    | SK Triglav        | 127,5 m | 131,5 m  | 243,6  |
| 8.   | Tilen Bartol  | SSK Sam Ihan      | 127,0 m | 129,0 m  | 240,0  |
| 9.   | Domen Prevc   | SK Triglav        | 130,5 m | 126,0 m  | 235,3  |
| 10.  | Jaka Hvala    | SSK Ponikve       | 123,0 m | 130,0 m  | 231,9  |
| ...  |               |                   |         |          |        |

| Msc. | Podmiot           | Zawodnicy                                             | I seria                         | II seria                        | Punkty |
| ---- | ----------------- | ----------------------------------------------------- | ------------------------------- | ------------------------------- | ------ |
| 1.   | SSK Ljubno BTC I  | Žak Mogel Matevž Samec Timi Zajc Medard Brezovnik     | 131,5 m 132,0 m 126,0 m         | 140,0 m 129,0 m 131,5 m 113,5 m | 1003,9 |
| 2.   | SK Triglav I      | Domen Prevc Nik Fabijan Nejc Dežman Žiga Jelar        | 131,0 m 129,0 m 123,0 m 128,5 m | 131,0 m 123,0 m 128,5 m         | 1000,5 |
| 3.   | SSK Ljubno BTC II | Jan Bombek Lovro Vodušek Jernej Presečnik Luka Robnik | 114,0 m 123,5 m 122,5 m 117,5 m | 118,5 m 124,0 m 118,0 m 112,5 m | 844,0  |
| 4.   | SK Zagorje        | Tomi Juvan Rok Juvančič Ernest Prišlič Andraž Pograjc | 101,0 m 113,0 m 119,0 m 128,5 m | 98,5 m 111,5 m 120,5 m          | 764,6  |
| 5.   | SSK Ilirija       | Matija Vidic Lovro Kos Gašper Sršen Martin Capuder    | 113,0 m 122,0 m 106,0 m 127,0 m | 115,0 m 124,0 m 108,0 m 104,0 m | 760,6  |
| ...  |                   |                                                       |                                 |                                 |        |

### Kobiety

#### Konkurs indywidualny – 23 grudnia 2018 – HS139
| Msc. | Zawodniczka     | Klub        | I seria | II seria | Punkty |
| ---- | --------------- | ----------- | ------- | -------- | ------ |
| 1.   | Urša Bogataj    | SSK Ilirija | 127,0 m | 127,5 m  | 234,0  |
| 2.   | Ema Klinec      | SSK Alpina  | 134,0 m | 131,0 m  | 232,6  |
| 3.   | Nika Križnar    | SSK Alpina  | 127,5 m | 127,5 m  | 231,2  |
| –    | Julia Clair     | –           | 123,0 m | 122,0 m  | 217,7  |
| –    | Sofja Tichonowa | –           | 120,5 m | 121,0 m  | 208,8  |
| 4.   | Maja Vtič       | SD Zabrdje  | 118,5 m | 120,5 m  | 206,8  |
| 5.   | Špela Rogelj    | SSK Ilirija | 118,5 m | 121,0 m  | 202,6  |
| 6.   | Jerneja Brecl   | SSK Velenje | 117,0 m | 120,5 m  | 200,6  |
| 7.   | Katra Komar     | SSK Bohinj  | 115,5 m | 118,5 m  | 197,6  |
| –    | Léa Lemare      | –           | 113,0 m | 118,0 m  | 191,8  |
| –    | Anna Szpyniowa  | –           | 114,0 m | 117,5 m  | 191,8  |
| ...  |                 |             |         |          |        |